# Repejov
Repejov, russinisch Рипиїв/Rypyjiw (ungarisch Repejő, älter auch Repelyő)  ist eine Gemeinde im Nordosten der Slowakei mit 101 Einwohnern (Stand 31. Dezember 2024), die zum Okres Medzilaborce, einem Kreis des Prešovský kraj gehört und in der traditionellen Landschaft Zemplín liegt.

## Geographie
Die Gemeinde befindet sich in den Niederen Beskiden im Bergland Laborecká vrchovina, am Oberlauf der Oľka. Das Ortszentrum liegt auf einer Höhe von 270 m n.m. und ist 22 Kilometer von Stropkov sowie 25 Kilometer von Medzilaborce entfernt (Straßenentfernung).
Zur Gemeinde gehört seit 1964 der rechts der Oľka liegende Ort Pravrovce (Ersterwähnung 1408 als Prauroc; ungarisch Jobbos – bis 1907 Prauróc).
Nachbargemeinden sind Varechovce im Norden, Roškovce und Sukov im Nordosten, Čabiny im Osten, Oľka im Süden, Závada im Südwesten und Korunková im Westen.

## Geschichte
Repejov wurde zum ersten Mal 1454 als Repo schriftlich erwähnt und gehörte damals zum Herrschaftsgebiet von Stropkov, im 16. Jahrhundert kam es zur Herrschaft von Humenné. Im 18. Jahrhundert war das Dorf Besitz der Familie Szirmay.
1557 wurden zwei Porta verzeichnet, 1715 gab es zwei verlassene und 20 bewohnte Haushalte. 1787 hatte die Ortschaft 41 Häuser und 280 Einwohner, 1828 zählte man 42 Häuser und 323 Einwohner. Um die Mitte des 19. Jahrhunderts wanderten viele Einwohner aus. Während der Winterschlacht in den Karpaten 1914/15 wurde der Ort während einer russischen Offensive zerstört.
Bis 1918 gehörte der im Komitat Semplin liegende Ort zum Königreich Ungarn und kam danach zur Tschechoslowakei beziehungsweise heute Slowakei. In der Zeit der ersten tschechoslowakischen Republik waren die Einwohner als Holzfäller, Köhler und Landwirte beschäftigt.

## Bevölkerung
| Jahr                | 1994 | 2004     | 2014     | 2024     |
| ------------------- | ---- | -------- | -------- | -------- |
| Anzahl der Personen | 211  | 162      | 137      | 101      |
| Unterschied         |      | −23,22 % | −15,43 % | −26,27 % |

| Jahr                | 2023 | 2024    |
| ------------------- | ---- | ------- |
| Anzahl der Personen | 103  | 101     |
| Unterschied         |      | −1,94 % |

Nach der Volkszählung 2011 wohnten in Repejov 143 Einwohner, davon 73 Russinen, 54 Slowaken und ein Ukrainer. 15 Einwohner machten keine Angabe zur Ethnie.
105 Einwohner bekannten sich zur griechisch-katholischen Kirche und 20 Einwohner zur römisch-katholischen Kirche. Zwei Einwohner waren konfessionslos und bei 16 Einwohnern wurde die Konfession nicht ermittelt.

## Bauwerke
- griechisch-katholische Erzengel-Michel-Kirche im Barockstil aus dem Jahr 1770 (nach einigen Quellen 1830), 1893 erneuert[6]
- griechisch-katholische Kirche Drei Hierarchen im barock-klassizistischen Stil aus dem Jahr 1832 im Ortsteil Pravrovce[7]

## Verkehr
Durch Repejov führt die Cesta II. triedy 554 („Straße 2. Ordnung“) von Nižný Hrabovec nach Havaj. Die nächsten Bahnanschlüsse sind in Radvaň nad Laborcom und Krásny Brod an der Bahnstrecke Michaľany–Łupków.